# Paulovits Márton
Paulovits Márton (Németpalánka, 1856. december 7. – 1923. május 9.) közgazdász, városi számtiszt.

## Élete
Paulovits Márton dohánybeváltóhivatali felügyelő és Láng Erzsébet fia. Középiskoláit Szegeden végezte. 1876. január 21-én kineveztetett a palánkai királyi járásbírósághoz tiszti írnokká. 1884. március 11-én áthelyeztetett az újvidéki királyi törvényszékhez. 1889. augusztus 18-án szembetegsége miatt végkielégítés kapott. 1900. szeptember 1-jétől Szeged város törvényhatóságának szolgálatában számtiszti hivatalt viselt; egyszersmind közigazgatási hites tolmáccsá nevezték ki, a német, horvát és szerb nyelvre. 1899-től tanította a szegedi iparos tanonciskolában a könyvvitelt és számtant, mint óraadó tanár; 1901-ben pedig megválasztották a «Magyar Szent Erzsébet kisszegedi templomegyesület» ügyvezető elnökének.

## Munkái
- Legujabb kamatos táblázatok 1-180 napig terjedő időre szóló napi kamatok kiszámítására. Szeged, 1897. (2. kiadás. Uo. 1904. Sajtó alatt.)
- Az egyszeres könyvvitel rendszere tekintettel a kereskedelmi és műkertészek háztartására. Előszóval ajánlja a magyar műkertészek és kertészgazdák országos culturegyesülete. Uo. 1897.
- A magyar állam-számviteltan kézikönyve. Számvevőségi hivatalnokok és különösen állami számviteltani vizsgára készülők számára. A törvények, szabályok és ministeri rendeletek felhasználásával, tekintettel az 1897. évi XX. t.-czikkre kérdések és feleletekben. Uo. 1898.
- Magyarország összes szabad királyi és törvényhatósági joggal felruházott városainak, valamint a rendezett tanácsu városoknak, mint erkölcsi testületeknek vagyoni állapota a millenium évében. Uo. 1898.
- Átszámítási táblázatok a koronaérték érmeinek pénztári kezelése és az ily érmek kiadásának és bevételezésének elszámolására. Összeállítva az 1892. évi XVII. XVIII. és XIX t.-cz. végrehajtása tárgyában kibocsátott 8899/93. sz. pénzügyminiszteri rendelet alapján közpénztári hivatalok, bankok, takarékpénztárak és magánosok számára. Uo. 1898.
- Szeged sz. kir. város háztartásának 22 évi állapota, a reconstructiótól kezdve. Uo. 1904. (Sajtó alatt. Szeged város törvényhatósága által 500 koronával jutalmazva).